# Кировское (Башкортостан)
Кировское (баш. Кировский) — деревня в Иглинском районе Республики Башкортостан Российской Федерации. Входит в состав Калтымановского сельсовета.

## География

### Географическое положение
Расстояние до:
- районного центра (Иглино): 23 км,
- центра сельсовета (Калтыманово): 5 км,
- ближайшей ж/д станции (Иглино): 23 км.

## История
Деревня образована в период коллективизации в результате объединения белорусских Романовских хуторов. Однако даже на современных картах деревня продолжает значиться как Романовка.

## Население
| 2002 | 2009 | 2010 |
| ---- | ---- | ---- |
| 67   | ↗72  | ↘62  |

Национальный состав
Согласно переписи 2002 года, преобладающая национальность — белорусы (91 %).